# GRB 060614
GRB 060614 – nietypowy rozbłysk gamma, wykryty przez satelitę Swift 14 czerwca 2006 roku. Jego źródło znajdowało się w pobliskiej galaktyce PBF2006d w kierunku konstelacji Indianina w odległości około 2 miliardów lat świetlnych od Ziemi.
Ponieważ rozbłysk ten trwał 102 sekundy (był więc stosunkowo długi), a zdarzenie miało miejsce względnie niedaleko oczekiwano, że supernowa będąca źródłem błysku gamma będzie łatwa do wykrycia. Wraz z upływem czasu prowadzonych obserwacji okazało się, że supernowa, która spowodowałaby rozbłysk nie istnieje. Źródłem tego błysku może być więc inny rodzaj przodka niż w przypadku innych błysków gamma. Z tego też powodu rozbłysk ten jest tematem dalszych badań.